# Acalypha annobonae
Acalypha annobonae é uma espécie de flor do gênero Acalypha, pertencente à família Euphorbiaceae.